# Partido dos Socialistas da Catalunha
O Partido dos Socialistas da Catalunha (em catalão Partit dels Socialistes de Catalunya; PSC) é um partido político da Catalunha.
O PSC foi fundado em 1978 pela unificação de três partidos e movimentos políticos, o Partido Socialista da Catalunha-Reagrupamento, o Partido Socialista da Catalunha-Congresso e, a Federação Catalã do PSOE.
O partido é de ideologia social-democrata, defendendo um modelo federal para a Catalunha e, apoiando nominalmente o direito à autodeterminação da Catalunha.
Apesar disto, o PSC está divido em duas alas: uma catalanista, que defende, inclusivamente a independência da Catalunha, e, outra regionalista, que defende a unidade entre Catalunha e Espanha.
O PSC está afiliado no nível estatal ao Partido Socialista Operário Espanhol apesar de ser um partido independente deste.

## Resultados eleitorais

### Eleições legislativas de Espanha

#### Resultados referentes à Catalunha
| Data    | CI. | Votos     | %            | +/-  | Deputados | +/-     | Status   |
| ------- | --- | --------- | ------------ | ---- | --------- | ------- | -------- |
| 1977    | 1.º | 870 362   | 28,6 / 100,0 |      | 15 / 47   |         | Oposição |
| 1979    | 1.º | 875 529   | 29,7 / 100,0 | 1,1  | 17 / 47   | 2       | Oposição |
| 1982    | 1.º | 1 575 601 | 45,8 / 100,0 | 16,1 | 25 / 47   | 8       | Governo  |
| 1986    | 1.º | 1 299 733 | 41,0 / 100,0 | 4,8  | 21 / 47   | 4       | Governo  |
| 1989    | 1.º | 1 123 975 | 35,6 / 100,0 | 5,4  | 20 / 46   | 1       | Governo  |
| 1993    | 1.º | 1 277 838 | 34,9 / 100,0 | 0,7  | 18 / 47   | 2       | Governo  |
| 1996    | 1.º | 1 531 143 | 39,4 / 100,0 | 4,5  | 19 / 46   | 1       | Oposição |
| 2000    | 1.º | 1 150 533 | 34,1 / 100,0 | 5,3  | 17 / 46   | 2       | Oposição |
| 2004    | 1.º | 1 586 748 | 39,5 / 100,0 | 5,4  | 21 / 47   | 4       | Governo  |
| 2008    | 1.º | 1 689 911 | 45,4 / 100,0 | 5,9  | 25 / 47   | 4       | Governo  |
| 2011    | 2.º | 922 547   | 26,7 / 100,0 | 18,7 | 14 / 47   | 11      | Oposição |
| 2015    | 3.º | 589 021   | 15,7 / 100,0 | 11,0 | 8 / 47    | 6       | Oposição |
| 2016    | 3.º | 559 870   | 16,1 / 100,0 | 0,4  | 7 / 47    | 1       | Oposição |
| 04/2019 | 2.º | 958 343   | 23,2 / 100,0 | 7,1  | 12 / 48   | 5       | Governo  |
| 11/2019 | 2.º | 790 582   | 20,5 / 100,0 | 2,7  | 12 / 48   | Estável |          |

### Eleições europeias

#### Resultados referentes à Catalunha
| Data | CI. | Votos     | %            | +/-  | Deputados | +/-     |
| ---- | --- | --------- | ------------ | ---- | --------- | ------- |
| 1987 | 1.º | 1 116 348 | 36,8 / 100,0 |      | 3 / 60    |         |
| 1989 | 1.º | 865 506   | 36,4 / 100,0 | 0,4  | 3 / 60    | Estável |
| 1994 | 2.º | 721 374   | 28,2 / 100,0 | 8,2  | 2 / 64    | 1       |
| 1999 | 1.º | 997 311   | 34,6 / 100,0 | 6,4  | 3 / 64    | 1       |
| 2004 | 1.º | 907 121   | 42,9 / 100,0 | 8,3  | 2 / 54    | 1       |
| 2009 | 1.º | 708 888   | 36,0 / 100,0 | 6,9  | 2 / 54    | Estável |
| 2014 | 3.º | 359 214   | 14,3 / 100,0 | 21,7 | 1 / 54    | 1       |
| 2019 | 2.º | 766 107   | 22,1 / 100,0 | 7,8  | 2 / 54    | 1       |

### Eleições na Catalunha

#### Eleições regionais
| Data | CI. | Votos     | %            | +/-  | Deputados | +/- | Status   |
| ---- | --- | --------- | ------------ | ---- | --------- | --- | -------- |
| 1980 | 2.º | 606 717   | 22,4 / 100,0 |      | 33 / 135  |     | Oposição |
| 1984 | 2.º | 866 281   | 30,1 / 100,0 | 7,7  | 41 / 135  | 8   | Oposição |
| 1988 | 2.º | 802 828   | 29,8 / 100,0 | 0,3  | 42 / 135  | 1   | Oposição |
| 1992 | 2.º | 728 311   | 27,6 / 100,0 | 2,2  | 40 / 135  | 2   | Oposição |
| 1995 | 2.º | 802 252   | 24,9 / 100,0 | 2,7  | 34 / 135  | 6   | Oposição |
| 1999 | 1.º | 1 183 299 | 37,9 / 100,0 | 13,0 | 52 / 135  | 18  | Oposição |
| 2003 | 1.º | 1 031 454 | 31,2 / 100,0 | 6,7  | 42 / 135  | 10  | Governo  |
| 2006 | 2.º | 796 173   | 26,8 / 100,0 | 4,4  | 37 / 135  | 5   | Governo  |
| 2010 | 2.º | 575 233   | 18,4 / 100,0 | 8,4  | 28 / 135  | 9   | Oposição |
| 2012 | 2.º | 524 707   | 14,4 / 100,0 | 4,0  | 20 / 135  | 8   | Oposição |
| 2015 | 3.º | 515 683   | 12,7 / 100,0 | 1,7  | 16 / 135  | 4   | Oposição |
| 2017 | 4.º | 602 969   | 13,9 / 100,0 | 1,2  | 17 / 135  | 1   | Oposição |
| 2021 | 1.º | 652 858   | 23,0 / 100,0 | 9,1  | 33 / 135  | 16  |          |

### Eleições locais

#### Resultado apenas referentes à Catalunha
| Data | CI. | Votos     | %            | +/-  | Mandatos      | +/- |
| ---- | --- | --------- | ------------ | ---- | ------------- | --- |
| 1979 | 1.º | 714 262   | 26,8 / 100,0 |      | 923 / 8 223   |     |
| 1983 | 1.º | 1 176 518 | 40,2 / 100,0 | 13,4 | 1 683 / 8 199 | 760 |
| 1987 | 1.º | 1 135 321 | 37,3 / 100,0 | 2,9  | 1 714 / 8 186 | 31  |
| 1991 | 1.º | 1 016 587 | 37,1 / 100,0 | 0,2  | 1 845 / 8 328 | 131 |
| 1995 | 1.º | 1 066 764 | 33,0 / 100,0 | 4,1  | 1 705 / 8 426 | 140 |
| 1999 | 1.º | 1 090 954 | 37,4 / 100,0 | 4,4  | 2 036 / 8 497 | 331 |
| 2003 | 1.º | 1 103 851 | 34,0 / 100,0 | 3,4  | 2 281 / 8 690 | 245 |
| 2007 | 1.º | 924 773   | 32,2 / 100,0 | 1,8  | 2 570 / 8 932 | 289 |
| 2011 | 2.º | 721 476   | 25,1 / 100,0 | 7,1  | 2 115 / 9 132 | 455 |
| 2015 | 2.º | 530 909   | 17,1 / 100,0 | 8,0  | 1 278 / 9 069 | 837 |
| 2019 | 2.º | 768 667   | 22,0 / 100,0 | 4,9  | 1 315 / 9 077 | 37  |